# Ozarba ochritincta
Ozarba ochritincta là một loài bướm đêm trong họ Noctuidae.